# معشوقه (فیلم ۱۹۹۲)
معشوقه (به انگلیسی: Mistress) فیلمی محصول سال ۱۹۹۲ به کارگردانی بری پریموس است. در این فیلم بازیگرانی همچون رابرت دنیرو، رابرت وول، مارتین لاندو، جیس الکساندر، دنی آیلو، لاری میت کالف، کریستوفر واکن، ایلای والاک، شریل لی رالف و تیوزدی نایت ایفای نقش کرده‌اند.